# Alix Mahieux
Pour les articles homonymes, voir Mahieux.
Alix Mahieux, née le 11 août 1923 au Havre et morte le 25 juin 2019 à Ivry-sur-Seine, est une actrice française.

## Biographie
Alix Mahieux a joué avec les plus grands du cinéma français, notamment avec Bourvil dans la pièce de théâtre La Bonne Planque.
Elle a été mariée à André Cerf, acteur et réalisateur (1901-1993). À la mort de son mari, alors âgée de 70 ans, elle décide de mettre un terme à sa carrière.
Cependant, après vingt-cinq ans sans être apparue à la télévision, au cinéma, ou encore au théâtre, Alix a fait un retour public dans Plus belle la vie à l'été 2013 dans le rôle d'Yvette, qu'elle tient jusqu'en 2015.
Morte le 25 juin 2019, elle est inhumée au cimetière nouveau de Neuilly-sur-Seine (division 23), aux côtés de son époux.

## Filmographie

### Cinéma
- 1954 : Le Grand Jeu de Robert Siodmak - (Mado)
- 1954 : Papa, maman, la bonne et moi de Jean-Paul Le Chanois - (Une invitée à la représentation théâtrale)
- 1956 : Le Souffle du désir d'Henri Lepage
- 1956 : Rencontre à Paris de Georges Lampin - (La serveuse du restaurant)
- 1957 : Un amour de poche de Pierre Kast
- 1957 : Mademoiselle Strip-tease de Pierre Foucaud
- 1957 : Vive les vacances de Jean-Marc Thibault
- 1958 : Oh! que mambo de John Berry - (La téléphoniste)
- 1959 : Merci Natercia de Pierre Kast
- 1960 : Les Honneurs de la guerre de Jean Dewever
- 1961 : Le voyage à Biarritz de Gilles Grangier
- 1961 : Les hommes veulent vivre de Léonide Moguy
- 1961 : Snobs ! de Jean-Pierre Mocky - (Mme Dufaut)
- 1963 : Faites sauter la banque ! de Jean Girault - (Poupette, la cousine belge)
- 1963 : Le Magot de Josefa de Claude Autant-Lara - (Une villageoise)
- 1964 : Le Petit monstre de jean-Paul Sassy
- 1964 : Déclic et des claques de Philippe Clair
- 1966 : Trois enfants dans le désordre de Léo Joannon - (Mlle Chauchan)
- 1967 : Les Compagnons de la marguerite, de Jean-Pierre Mocky - (Mme Martin, la voisine des Leloup)
- 1968 : La Grande Lessive (!) de Jean-Pierre Mocky - (Mme Delaroque)
- 1972 : Le Charme discret de la bourgeoisie de Luis Buñuel
- 1972 : Les Aventures de Rabbi Jacob de Gérard Oury : la patiente chez Mme Pivert
- 1973 : L'Événement le plus important depuis que l'homme a marché sur la Lune de Jacques Demy
- 1973 : Avortement clandestin ! de Pierre Chevalier - (Mme Brunet)
- 1973 : Hommes de joie pour femmes vicieuses de Pierre Chevalier - (Mme Rachel)
- 1973 : Le Fantôme de la liberté de Luis Buñuel - (L'hôtesse de la réception mondaine)
- 1974 : Impossible... pas français de Robert Lamoureux - (Mme Chambaud-Labru)
- 1976 : Le Jouet de Francis Veber
- 1976 : Violette et François de Jacques Rouffio - (La patronne de la boutique de vêtements)
- 1976 : L'Amour en herbe de Roger Andrieux - (Mme Morel, la mère)
- 1980 : La Pension des surdoués de Pierre Chevalier - (Mme Rachel)
- 1987 : Envoyez les violons de Roger Andrieux
- 1988 : La Flûte

### Télévision

#### Séries télévisées
- 1967 : Malican père et fils
- 1973 : Les Messieurs de Saint-Roy : Mme Roques
- 1973 : Molière pour rire et pour pleurer de Marcel Camus : une dame du Saint-Sacrement
- 1974 : Les Faucheurs de marguerites : Mme Veuve Dabert
- 1975 : Salvator et les Mohicans de Paris (d'après l'œuvre de Alexandre Dumas), feuilleton télévisé de Bernard Borderie
- 1977 : Ne le dites pas avec des roses : la marraine
- 1978 : Ce diable d'homme de Marcel Camus : Ninon de Lenclos
- 1980 : Petit déjeuner compris de Michel Berny : Mme Dinard
- 1982 : Commissaire Moulin, épisode Un hanneton sur le dos : Mme Voisin-Moreaux
- 1988 : Allô, tu m'aimes ? (en tant qu'auteure)
- 2012 : Vive la colo !, épisode La Découverte : La dame âgée
- 2013 - 2015 : Plus belle la vie : Yvette Régnier
- 2016 : Joséphine ange gardien, épisode Le Secret de Gabrielle

#### Téléfilms
- 1981 : Le Charlatan de Philippe Ducrest : Mlle Clonche
- 1981 : L'Ange noir de Roland-Bernard : la concierge

#### Au théâtre ce soir
- 1965 : La Bonne Planque : Fernande Péquinet
- 1970 : Dix petits nègres d'Agatha Christie, mise en scène Raymond Gérôme, réalisation Pierre Sabbagh, Théâtre Marigny
- 1975 : Inspecteur Grey d'André Faltianni et Alfred Gragnon, mise en scène Robert Manuel, réalisation Pierre Sabbagh, théâtre Édouard VII
- 1979 : Zozo de Jacques Mauclair, mise en scène Jacques Ardouin, réalisation Pierre Sabbagh, Théâtre Marigny

#### Publicités
- 2012 : CIC Mobile
- 2016 : Groupe de musique Metallica[Quoi ?]
- 2017 : La Poste
- 2018 : Résidences pour seniors Domitis
- 2019 : Stannah (gamme de monte-escaliers)

## Théâtre
- 1946 : Ce soir je suis garçon ! d'Yves Mirande & André Mouëzy-Éon, mise en scène Jacques Baumer, Théâtre Antoine
- 1955 : Témoin à charge d'Agatha Christie, mise en scène Pierre Valde, théâtre Édouard VII
- 1957-1958 : La Mamma de et mise en scène André Roussin, Théâtre de la Madeleine
- 1960 : Les Âmes mortes de Nicolas Gogol, mise en scène Roger Planchon, Théâtre de la Cité de Villeurbanne, Théâtre de l'Odéon
- 1962 : La Bonne Planque de Michel André, mise en scène Roland Bailly, Théâtre des Nouveautés
- 1974 : Croque-monsieur de Marcel Mithois, mise en scène Jean-Pierre Grenier, Théâtre Saint-Georges
- 1974 : Le Charlatan de Robert Lamoureux, mise en scène Francis Joffo, Théâtre des Bouffes-Parisiens
- 1977 : Au plaisir Madame de Philippe Bouvard, mise en scène Jean-Marie Rivière, Théâtre Michel
- 2008 : Sand la scandaleuse de Thierry Debroux, La Pépinière-Théâtre[3]